# Parotoïden

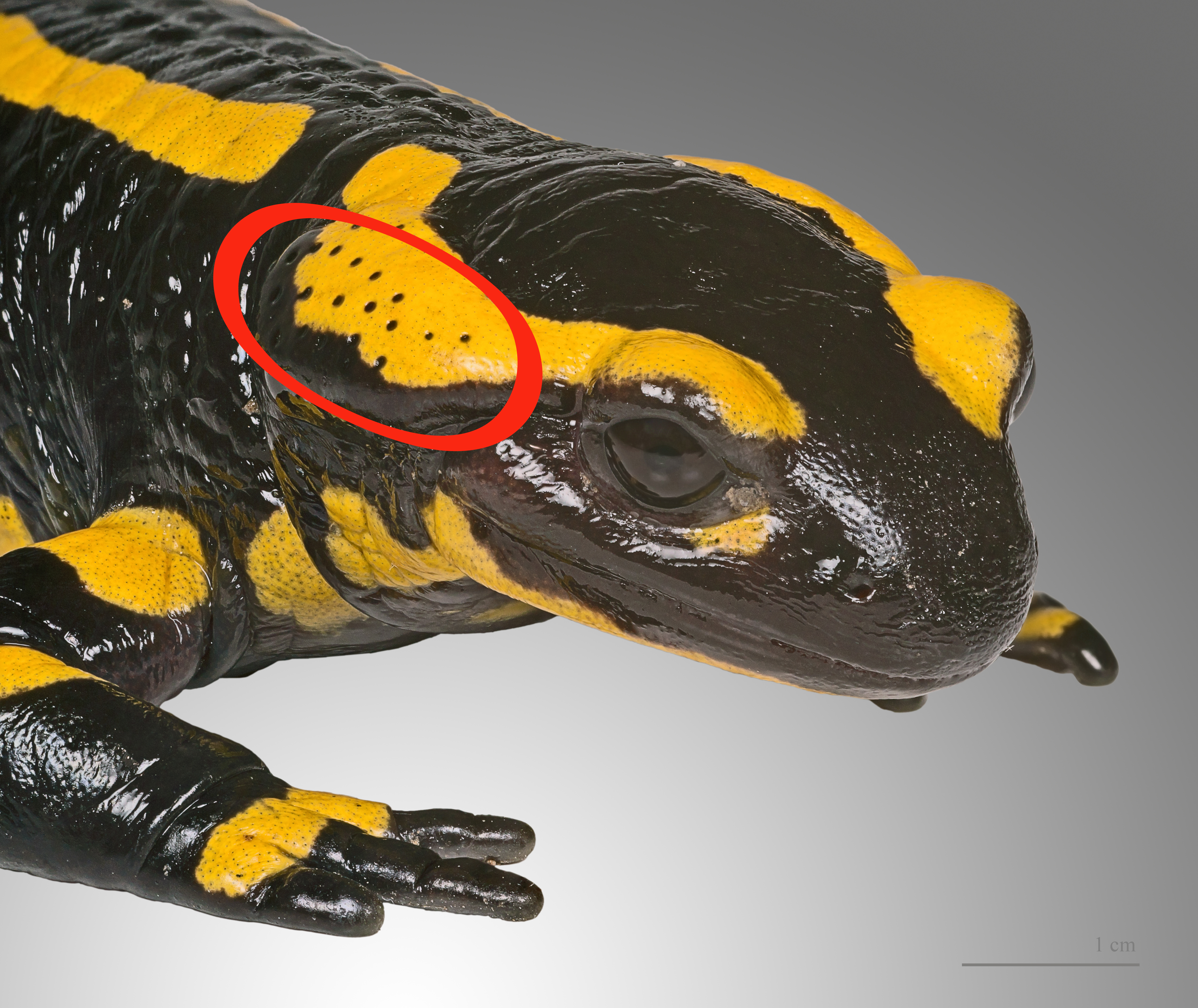
De parotoïden (omcirkeld) van de vuursalamander.

Parotoïden zijn de gifklieren van amfibieën en worden ook wel oorklieren genoemd. 
Zowel alle kikkers als de salamanders hebben parotoïden, al zijn ze niet altijd goed te zien. De vuursalamander en de gewone pad zijn soorten met grote klieren, de kleine watersalamander en de knoflookpad hebben nauwelijks zichtbare klieren. De parotoïden scheiden een gif af dat onder andere de slijmvliezen prikkelt. 